# 克里斯·希普金斯
克里斯托弗·约翰·希普金斯（英語：Christopher John Hipkins，1978年9月5日—），現任紐西蘭執政工黨黨魁和紐西蘭第41任總理。自2008年大選以來，他一直是林姆塔卡選區的眾議院議員 (MP)。
希普金斯在反對黨擔任工黨的教育發言人。在第六屆工黨政府中，他曾擔任教育部長、警察部長、公共服務部長和眾議院領袖。由於COVID-19在新西蘭大流行，他成為了一名傑出人物，從2020年7月到2020年11月擔任衛生部長，並從2020年11月到 2022年6月擔任COVID-19應對部長。
他的總理職位幾乎立即面臨著毀滅性的2023年北島洪水。

## 早年
克里斯·希普金斯於哈特谷出生，先後就讀滑鐵盧小學、哈特中學以及哈特谷紀念書院（後為珀托書院）。1996年，希普金斯加入了工黨，其後前往威靈頓維多利亞大學完成學士學位，主修政治與犯罪學。隨後，希普金斯同於維多利亞大學進修，取得公共政策研究生證書。

## 政壇生涯
希普金斯於2008年大選、2011年大選、2014年大選、2017年大選及2020年大選五五屆大選中，均取得林姆塔卡選區的眾議院議席。

### 在反對黨，2008–2017年、2023年
在希普金斯議會生涯的前九年，工黨組成了官方反對黨。 在他的第一個任期內，希普金斯是工黨內政事務發言人，也是議會政府行政、地方政府和環境以及交通和基礎設施委員會的成員。
在希普金斯的第二個任期內，他被提升為工黨影子內閣，擔任新領導人大衛希勒領導下的國家服務和教育發言人。 他還首次成為工黨的首席黨鞭。作為教育發言人，希普金斯直言不諱地反對國家黨政府在新西蘭實施特許學校以及在 2011年破壞性地震後關閉基督城的學校。他在後來的領導人大衛·康利夫 (David Cunliffe)、安德魯·利特爾 (Andrew Little) 和阿德恩 (Ardern) 的領導下繼續擔任教育發言人。  在利特爾和阿德恩的領導下，希普金斯還是眾議院的影子領袖。

### 在政府，2017年-2023年
作為高級工黨議員，希普金斯是第六屆工黨政府的關鍵人物。 2017年至2023年，他是工黨排名第六的政府部長，並被任命為教育部長、公共服務部長和眾議院領袖。他後來被視為“修理者”， 並在2019冠狀病毒病新西蘭疫情期間擔任衛生部長和 COVID-19 應對部長，後來又在疫情期間一連串的暴力入室盜竊(ram-raids)案期間擔任警察部長。

### 總理（2023年）

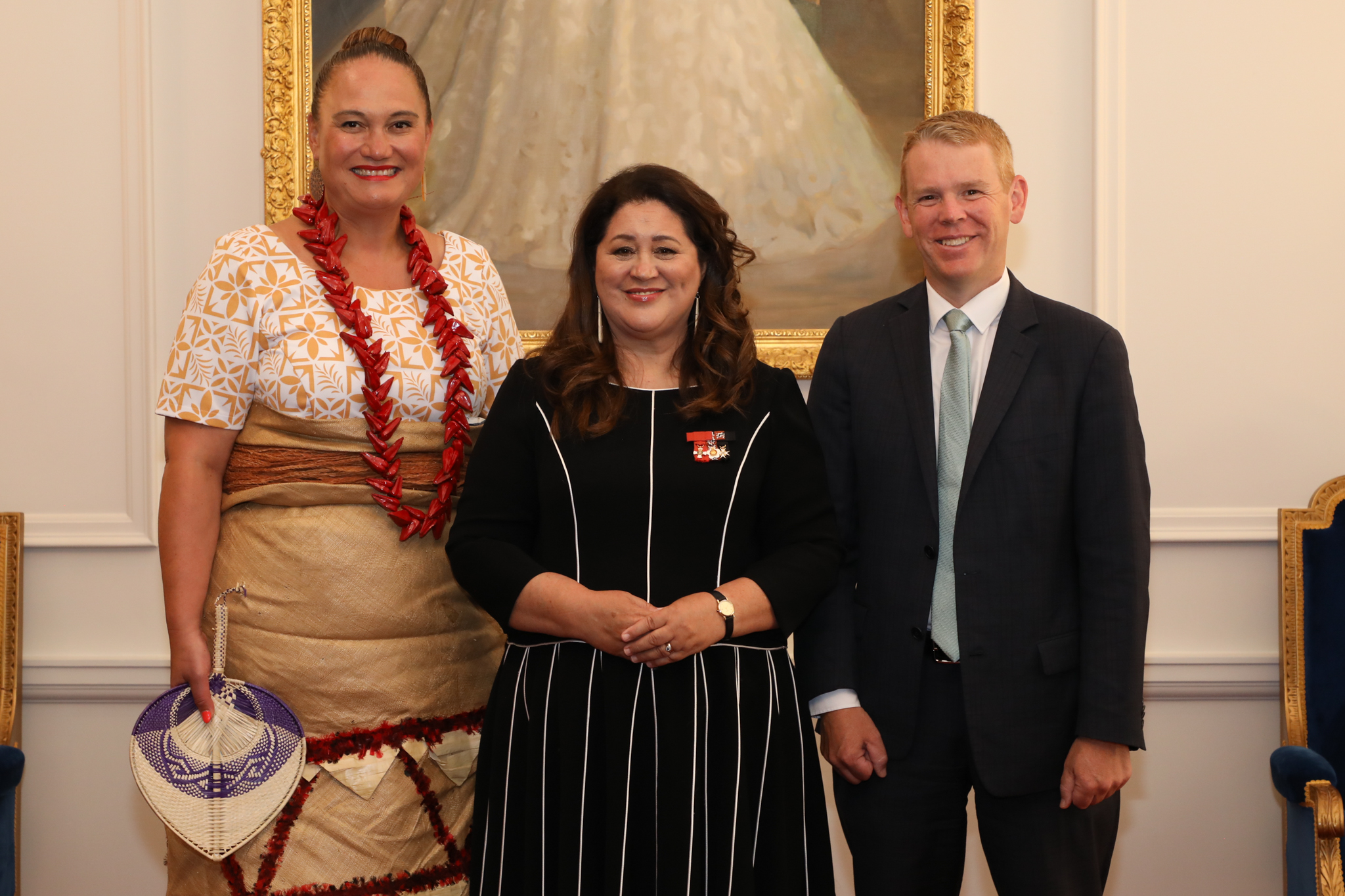
希普金斯（右）和卡梅爾·塞普洛尼 (Carmel Sepuloni)（左）於 2023 年 1 月 25 日在惠靈頓總督府辛迪·基罗分別宣誓就任總理和副總理後

2023年，時任總理傑辛達·阿德恩宣佈辭職後，他被推舉為接任人，並於1月25日上任。
希普金斯於2023年1月25日在總督辛迪·基罗夫人的主持下宣誓就任總理。 他的副總理是第一位擔任該職位的太平洋島民卡梅爾·塞普洛尼 (Carmel Sepuloni)。上任後，希普金斯談到了生活成本問題，稱新西蘭人“在未來幾周和幾個月內絕對會看到生活成本是我們工作計劃的核心”，並宣布這是他的“絕對優先事項”。 他表示，工黨將把一些新項目推遲到大選之後，以專注於經濟。作為回應，包括 Kiwi Kai 企業老闆 Reni Gargiulo、Air Milford 首席執行官 Hank Sproull、基督城藥房老闆 Annabel Turley、Saint Andrews Dairy奶農 Dhaval Amin 和 Grownup Donuts 甜甜圈老闆 Daniel Black 在內的幾家小企業主呼籲希普金斯政府解決包括人員配備在內的各種問題 短缺、移民工作簽證政策、青少年犯罪和通貨膨脹。 此外，阿什伯頓奶農尼克吉爾呼籲政府取消三水改革計劃和農業部門的碳排放稅。

## 個人生活
希普金斯和妻子傑德於2020年在惠靈頓Premier House舉行婚禮，時任眾議員格蘭特·羅伯遜 (Grant Robertson) 擔任伴郎。希普金斯和傑德有兩個孩子，二人於2022年分居。2018年，他第二個孩子出生，希普金斯放弃延長陪產假，是首批這樣做的資深男性內閣部長。